# Timothy LeDuc
Timothy LeDuc (* 4. Mai 1990 in Cedar Rapids, Iowa) ist eine nichtbinäre US-amerikanische Person und startete im Eiskunstlauf in der Disziplin Paarlauf, von 2016 bis 2022 zusammen mit Ashley Cain. Gemeinsam vertraten sie die USA bei den Olympischen Winterspielen 2022.

## Persönliches
Timothy LeDuc wuchs in Cedar Rapids, Iowa, in einer christlich-konservativen Familie auf. Als LeDuc sich 2008 als homosexuell erklärte, stieß das zuerst auf Ablehnung in der Familie, die versuchte, Timothy durch Exorzismus zu „konvertieren“. Auch in der sportlichen Karriere wurden Hindernisse aufgebaut – so wollte eine Paarläuferin, mit der LeDuc ein ansonsten erfolgreiches Probetraining hatte, die Partnerschaft nicht eingehen in der Befürchtung, LeDucs sexuelle Orientierung könne für das Paar von Nachteil sein. 2021 gab LeDuc bekannt, nichtbinär zu sein und als Pronomen das englische genderneutrale they zu nutzen. LeDucs Eltern haben inzwischen ihre Einstellung zu einer unterstützenden Haltung geändert.

## Karriere

### Anfänge und Wechsel zu den Erwachsenen
LeDuc begann 2003 im Alter von 12 Jahren mit dem Eiskunstlauf, was für den Spitzensport spät ist, und trainierte in den ersten Jahren ohne Anbindung an einen Verein und ohne eigene Schlittschuhe. Angesichts von Timothys großer Begeisterung nach den Olympischen Winterspielen 2002 hatten die Eltern beschlossen, ihr Kind zu einem Eislaufkurs anzumelden. Bald nutzte LeDuc auch die öffentlichen Eislaufzeiten der lokalen Eisbahn und lernte in geliehenen Schlittschuhen die ersten Sprünge bis hin zum Axel. Erst mit 14 Jahren erhielt LeDuc Privatunterricht.
In der Saison 2007/08 nahm LeDuc erstmals an regionalen Wettbewerben sowie an den US-amerikanischen Meisterschaften in der Kategorie der Novizen teil, ab der folgenden Saison an Juniorwettbewerben. Als eine junge Paarläuferin aus LeDucs Trainingsgruppe, Lauren Gifford, zeitweise niemanden zum Trainieren hatte, erklärte sich LeDuc bereit, zur Überbrückung zusammen zu trainieren, und entdeckte dabei die Begeisterung für den Paarlauf.
Zusammen mit Cassie Andrews nahm LeDuc zum ersten Mal an Juniorenwettbewerben im Paarlauf teil. Sie gewannen in der Saison 2010/11 die Bronzemedaille bei den US-amerikanischen Juniorenmeisterschaften und belegten den 9. Platz bei den Juniorenweltmeisterschaften. In der folgenden Saison nahmen sie an den US-amerikanischen Meisterschaften der Erwachsenen teil und erreichten den 11. Platz.

### Erste internationale Wettbewerbe und Auszeit
Zwischen 2012 und 2014 bildete LeDuc ein Paar mit Dee Dee Leng. Sie erreichten 2013 den 9. und 2014 den 7. Platz bei den US-amerikanischen Meisterschaften und nahmen an ersten internationalen Wettbewerben teil: dem Challenge Cup und dem Cup of Nice, wo sie den 5. bzw. 6. Platz belegten.
Nach den US-Meisterschaften 2014 zog sich LeDuc für zwei Jahre aus dem Leistungssport zurück, um sich von den Strapazen der Wettbewerbe zu erholen und Geld für weiteres Training zu verdienen. LeDuc reiste zwei Jahre mit einer Kreuzfahrtschiffgesellschaft und trat in Eisshows auf Kreuzfahrtschiffen auf.

### Partnerschaft mit Ashley Cain
2016 kehrte LeDuc von den Reisen auf Kreuzfahrtschiffen zurück und wandte sich an den amerikanischen Eislaufverband auf der Suche nach einer neuen Paarlauf-Partnerschaft. Der Verband schlug Ashley Cain vor, die zu diesem Zeitpunkt als Einzelläuferin antrat, aber aus ihrer Jugendzeit auch Erfahrung im Paarlauf hatte. Cain trat für eine Zeit in beiden Disziplinen an und entschied sich schließlich für den Paarlauf mit LeDuc. LeDuc zog nach Euless, Texas, wo das Paar gemeinsam bei Cains Eltern Darlene und Peter Cain sowie Nina Mozer trainiert.

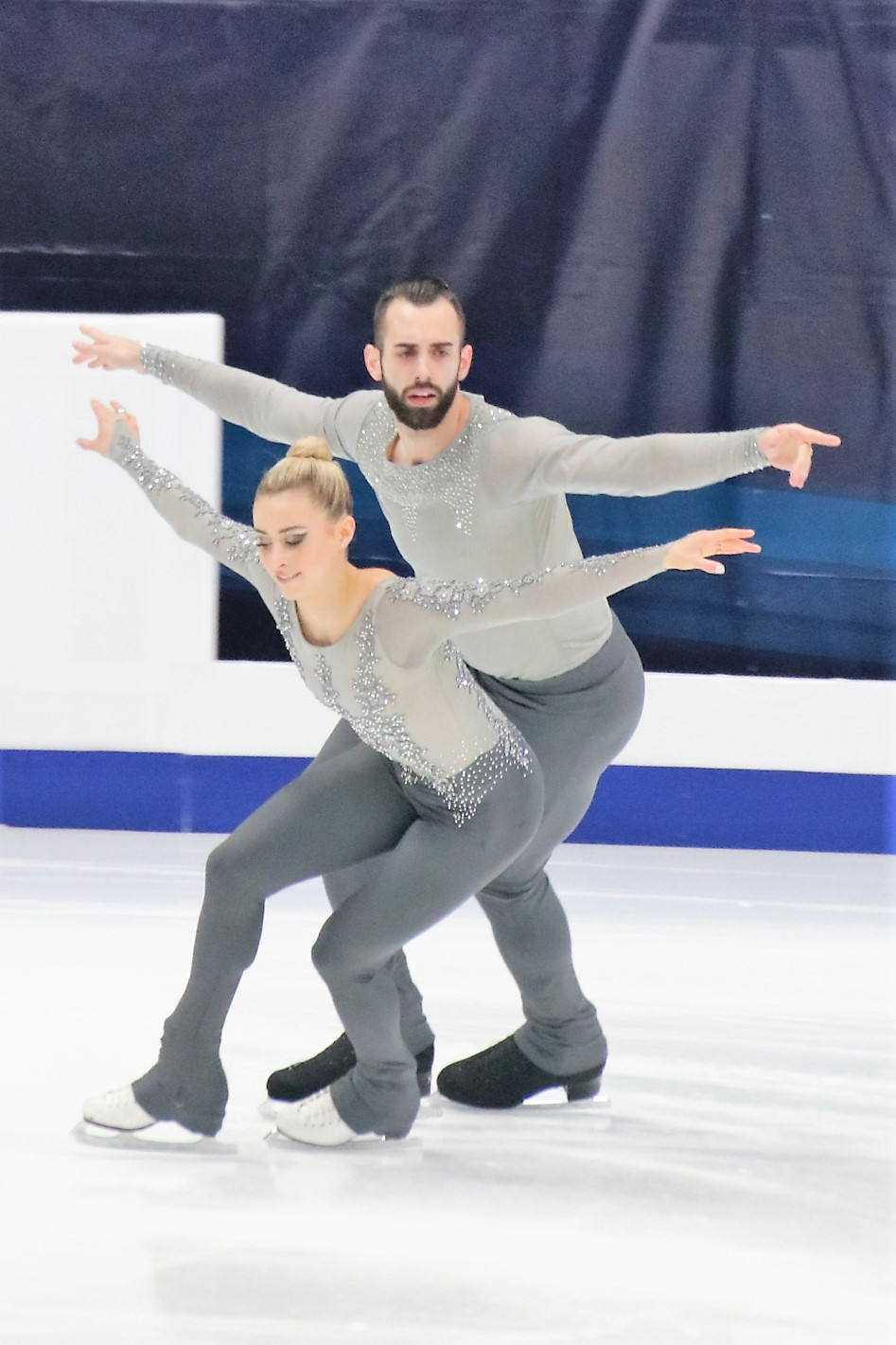
Ashley Cain und Timothy LeDuc beim Rostelecom Cup 2018

In ihrer ersten gemeinsamen Saison 2016/17 gewannen Cain und LeDuc die Bronzemedaille bei den U.S. Championships. In den internationalen Wettbewerb stiegen sie mit der Challenger-Serie ein, in der sie die Bronzemedaille beim Golden Spin of Zagreb gewannen. Ihr größter Erfolg in der Saison 2017/18 war die Silbermedaille bei den Vier-Kontinente-Meisterschaften.
In der Saison 2018/19 gewannen sie ihre ersten beiden Goldmedaillen in der Challenger-Serie und bei den U.S. Championships sowie ihre erste Bronzemedaille in der Grand-Prix-Serie bei Skate America 2018.
Beim Golden Spin of Zagreb 2018 erlitt Cain bei einem schweren Sturz eine Gehirnerschütterung. Das Paar beendete nach dem Sturz seine Kür und belegte den 5. Platz. Cain musste aber unmittelbar danach ins Krankenhaus gebracht werden. Das Paar verlor durch die Verletzung einige Trainingszeit, trat aber wie geplant zu den Weltmeisterschaften 2019 an, für die es sich zum ersten Mal qualifiziert hatte. Sie belegten den 9. Platz. Zum Abschluss der Saison gewannen Cain und LeDuc mit der US-amerikanischen Mannschaft die World Team Trophy.
Auch im folgenden Jahr waren sie für die Weltmeisterschaft aufgestellt, die aber aufgrund der COVID-19-Pandemie abgesagt wurde. Bei den U.S. Championships 2020 gewannen sie die Bronzemedaille.
2021 belegten sie erneut den 9. Platz bei der Weltmeisterschaft und gewannen bei den U.S. Championships die Goldmedaille.
2022 vertraten Cain und LeDuc die USA bei den Olympischen Winterspielen in Beijing. Wenige Tage vor dem Wettbewerb verstauchte sich Cain beim Training einen Knöchel und erlitt eine Bänderzerrung. Sie traten dennoch wie geplant im Wettbewerb an. Sie erreichten im Kurzprogramm den 7. Platz und konnten sich damit für die Kür qualifizieren. Darin erreichten sie den 9. Platz und belegten so insgesamt Platz 8.
Cain und LeDuc vertraten die USA bei den Eiskunstlauf-Weltmeisterschaften 2022. Sie hatten nach dem Kurzprogramm mit 75,85 Punkten den 2. Platz inne, mussten nach einem Sturz von Ashley Cain in der Kür jedoch aufgeben.
Im Juni 2022 gab das Paar in einem gemeinsamen Video das Ende seiner Wettbewerbskarriere bekannt. LeDuc kündigte an, ab Juli Eiskunstlauftraining in Chicago anzubieten.

### Stil
In Kommentaren wird hervorgehoben, dass der Stil des Paares Cain/LeDuc die Gemeinsamkeiten der beiden betone, da sie häufiger als andere Paare parallel dieselben Elemente ausführen. Auch ihr Kostümdesign spiegele dies wider, indem beide häufig gleiche Outfits tragen und damit von der im Eiskunstlauf üblichen Geschlechternorm abweichen.
Laut LeDuc verbindet das Paar, dass beide sich zuvor im Eiskunstlauf ausgegrenzt gefühlt hatten: LeDuc erlebte Diskriminierung als Person mit nichtbinärer Geschlechtsidentität, Cain war oft vorgehalten worden, sie habe nicht den für eine Eiskunstläuferin typischen kleinen, zierlichen Körperbau und sei mit ihren 1,68 m zu groß und daher insbesondere als Paarläuferin ungeeignet. Das Paar entschied sich deshalb, nicht die im Paarlauf typischen heteronormativen Rollen zu verkörpern. Cain sagt über ihre Partnerschaft mit LeDuc: „Wir wollten nie das sein, was als ein traditionelles Paar betrachtet wird.“ In den im Paarlauf häufig dargestellten romantischen Erzählungen fanden sich Cain und LeDuc nicht wieder, weshalb sie sich entschieden, ihre Programme auf der Grundlage anderer Themen zu entwickeln.
Ihre Choreografien stammen von Pasquale Camerlengo und Misha Ge. Die Kostümdesignerin des Paares ist Denyse Frey, die schon Cains Kostüme während ihrer Einzelkarriere gestaltete.
LeDuc nennt Michelle Kwan, Timothy Goebel und Sarah Hughes als Vorbilder im Eiskunstlauf.

## Ergebnisse

### Mit Ashley Cain
| Meisterschaft / Saison            | 2016/17       | 2017/18 | 2018/19       | 2019/20 | 2020/21 | 2021/22 |
| --------------------------------- | ------------- | ------- | ------------- | ------- | ------- | ------- |
| Olympische Spiele                 |               |         |               |         |         | 8.      |
| Weltmeisterschaften               |               |         | 9.            | –       | 9.      | Z       |
| Vier-Kontinente-Meisterschaften   | 9.            | 2.      | 4.            |         |         |         |
| U.S. Figure Skating Championships | 3.            | 4.      | 1.            | 4.      | 3.      | 1.      |
| World Team Trophy                 | 3. (Team)/ 5. |         | 1. (Team)/ 5. |         |         |         |
| Grand-Prix-Serie / Saison         | 2016/17       | 2017/18 | 2018/19       | 2019/20 | 2020/21 | 2021/22 |
| Cup of China                      |               | 6.      |               |         |         |         |
| Internationaux de France          |               |         |               | 4.      |         |         |
| NHK Trophy                        |               |         |               |         |         | 4.      |
| Rostelecom Cup                    |               |         | 6.            |         |         |         |
| Skate America                     |               |         | 3.            | 5.      | 4.      |         |
| Skate Canada                      |               |         |               |         |         | 3.      |
| Challenger-Serie / Saison         | 2016/17       | 2017/18 | 2018/19       | 2019/20 | 2020/21 | 2021/22 |
| Autumn Classic                    |               |         |               |         |         | 3.      |
| Finlandia Trophy                  | 4.            |         |               |         |         | 3.      |
| Golden Spin of Zagreb             | 3.            |         | 5.            | 1.      |         |         |
| Lombardia Trophy                  |               | 4.      |               |         |         |         |
| Nebelhorn Trophy                  | 4.            | 7.      |               |         |         |         |
| Ondrej Nepela Memorial            |               |         | 1.            |         |         |         |
| U.S. International Classic        |               |         | 1.            | 1.      |         |         |

### Mit Dee Dee Leng
| Meisterschaft/Saison              | 2012/13 | 2013/14 |
| --------------------------------- | ------- | ------- |
| Challenge Cup                     | 5.      |         |
| Cup of Nice                       |         | 6.      |
| U.S. Figure Skating Championships | 9.      | 7.      |

### Mit Cassie Andrews
| Meisterschaft/Saison                     | 2010/11 | 2011/12 |
| ---------------------------------------- | ------- | ------- |
| Juniorenweltmeisterschaften              | 9.      |         |
| U.S. Figure Skating Championships        |         | 11.     |
| Junior Grand Prix UK                     | 8.      |         |
| Juniorenmeisterschaft/Saison             | 2010/11 | 2011/12 |
| U.S. Junior Figure Skating Championships | 3.      |         |